# Luis Cernuda
Luis Cernuda Bidón (Siviglia, 21 settembre 1902 – Città del Messico, 5 novembre 1963) è stato un poeta spagnolo.

## Biografia
La sua educazione è rigida ed intransigente, a causa del carattere di suo padre, un militare di professione. Comincia a studiare giurisprudenza presso l'Università di Siviglia, dove segue i corsi di Pedro Salinas. Alla morte dei suoi genitori entra in possesso dell'eredità paterna, con la quale fa un viaggio a Malaga, dove conosce il poeta ed editore Manuel Altolaguirre. Durante gli anni venti si trasferisce a Madrid, dove entra in contatto con gli ambienti letterari della città che più tardi saranno conosciuti come la "Generazione del '27". Lavora in una libreria e si innamora del giovane Serafín, che non ricambia l'attenzione. A questo periodo si fanno risalire i libri Donde habite el olvido e Los placeres prohibidos. Benché sia definito "disadaptado" a causa della sua omosessualità, lui non negò mai questa sua condizione, diversamente da Federico García Lorca: perciò ebbe la fama di ribelle, ed effettivamente si ribellò alla mentalità chiusa e bigotta della Spagna del Dopoguerra, "un paese dove tutto nasce morto, vive morto e muore morto", come dirà in Desolación de la Quimera. Per questo si considerò sempre un emarginato, "come una carta che ha perso il suo mazzo".
Lavorò come lettore di spagnolo presso l'Università di Tolosa per un anno. Dopo la proclamazione della Seconda Repubblica Spagnola collabora con movimenti che mirano ad una Spagna più tollerante, colta e liberale. L'anno dello scoppio della Guerra Civile Spagnola pubblica la prima edizione della sua opera poetica completa fino ad allora, con il titolo La realidad y el deseo (1936). Durante il conflitto partecipò al II Congresso degli Intellettuali Antifascisti di Valencia. Nel 1938, dopo aver tenuto alcune conferenze in Scozia, trascorrendo le estati ad Oxford in compagnia del pittore Gregorio Prieto, inizia il suo esilio in Gran Bretagna, dove insegna letteratura. Nel 1947 si chiude la prima tappa dell'esilio di Cernuda e si trasferisce in America, dove ottiene la tanto agognata stabilità economica. Si trasferisce in Messico nel 1952, dove si innamora di un culturista, al quale dedica Poemas para un cuerpo. È qui che conosce Octavio Paz e frequenta la famiglia di Altolaguirre, legando in particolar modo con sua moglie Concha Méndez, ed è qui che muore.

## Poesia
La poesia cernudiana è una poesia della meditazione, che segue "quattro tappe", secondo Octavio Paz: gli anni dell'apprendimento, la giovinezza, la maturità e l'inizio della vecchiaia.

### Prima fase
Alla tappa iniziale appartengono le prime poesie, pubblicate nel 1927 con il titolo Perfil del aire (che mostrano un poeta elegante nella sua contemplazione del mondo) ed Égloga, elegía, oda, scritto tra il 1927 ed il 1928, che rende omaggio alla tradizione classica toccando alcuni temi tipicamente cernudiani, amore ed eros in particolare.

### Seconda fase (giovinezza)
Con Un río, un amor e Los placeres prohibidos, scritti tra il 1929 ed il 1931, si apre il cosiddetto ciclo della giovinezza. Questi due libri rivelano l'adesione di Cernuda al surrealismo. Anche se il classicista che è sempre stato in lui spesso stempera la rottura formale, il fattore essenziale di queste raccolte è il suo spirito di ribellione nei confronti dell'ordine stabilito. In Los placeres prohibidos la ribellione cresce insieme alla manifesta rivendicazione della sua omosessualità. Donde habite el olvido (1934) è un libro neoromantico, «superbecqueriano», nel quale si sviluppa un'elegia amorosa. Invocaciones, del 1934-35, presenta il neoromanticismo che si dilata in ampie poesie che celebrano le glorie del mondo ed esaltano la missione del poeta.

### Terza fase (maturità)
Il periodo della maturità comincia con Las nubes (1940 e 1943), uno dei più bei libri di poesia sulla Guerra Civile, nel quale il tono elegiaco raggiunge il suo apice. Sotto l'influsso della lirica inglese, include monologhi drammatici, come La adoración de los magos.

Eleva tono e stile in Como quien espera el alba (1947).

Ossessionato dai suoi ricordi sivigliani, scrive in prosa Ocnos (1ª ed. 1942, ampliata nel 1949 e nel 1963), essenziale per comprendere la sua mitologia del Paradiso perduto.

### Ultima fase
In Messico si compie la sua ultima tappa. Qui Cernuda compone Variaciones sobre tema mexicano (1952), Vivir sin estar viviendo (1944-49) e Con las horas contadas (1950-56), che in edizione posteriori includerà Poemas para un cuerpo (Malaga, 1957). È evidente la sostituzione dell'anteriore musicalità elegante con un ritmo secco, duro, e con la rinuncia ad ogni orpello in favore del concetto. Questo stile raggiunge il suo culmine in Desolación de la quimera (1962).

## Critica e teatro
Cernuda è autore di un'opera critica (Estudios sobre poesía española contemporánea 1957 o Poesía y literatura, I y II 1960 y 1964) che, al di là di alcuni punti discutibili, ha permesso di riconsiderare pregiudizi e luoghi comuni.
Nel 1985 fu pubblicata la sua unica opera di teatro, La familia interrumpida.

## Opere
- Luis Cernuda, I piaceri proibiti, Edizioni Colophon, Belluno - Venezia, 2002.
- Luis Cernuda, Ocnos, Marietti, Genova 1990.
- Luis Cernuda, Poesie per un corpo, Passigli, 2003.
- Luis Cernuda, Variazioni su tema messicano, 2002.